# Nombre de Lah
En mathématiques, les nombres de Lah, établis par Ivo Lah (en), permettent d’exprimer les factorielles croissantes en fonction des factorielles décroissantes et réciproquement.

## Définitions
Les nombres de Lah (signés) L(n, k) (suite A008297 de l'OEIS) sont définis,, par :
{\displaystyle x^{\overline {n}}=\sum _{k}(-1)^{n}L(n,k)x^{\underline {k}}}
avec {\displaystyle x^{\overline {n}}=x(x+1)\cdots (x+n-1)} la factorielle croissante et {\displaystyle x^{\underline {n}}=x(x-1)\cdots (x-n+1)} la factorielle décroissante, d’où :
{\displaystyle \sum _{k}L(n,k)x^{\underline {k}}=(-1)^{n}x^{\overline {n}}=(-x)^{\underline {n}}}.
On montre (voir section #Expression directe ci-dessous) que L(n, k) a pour signe (-1)n.
De même que pour les nombres de Stirling de première espèce, la notation de Karamata–Knuth désigne la version non signée des nombres de Lah (suite A105278 de l'OEIS) :
{\displaystyle \left\lfloor {\begin{matrix}n\\k\end{matrix}}\right\rfloor =|L(n,k)|=(-1)^{n}L(n,k)},
d’où :
{\displaystyle x^{\overline {n}}=\sum _{k}\left\lfloor {\begin{matrix}n\\k\end{matrix}}\right\rfloor x^{\underline {k}}}.

## Propriétés

### Relation inverse
{\displaystyle x^{\underline {n}}=\sum _{k}L(n,k)(-x)^{\underline {k}}=\sum _{k}(-1)^{k}L(n,k)x^{\overline {k}}}.

### Formule de récurrence
{\displaystyle L(n+1,k)=-(n+k)L(n,k)-L(n,k-1)} avec {\displaystyle L(0,k)=\delta _{k}} (symbole de Kronecker).

### Expression directe
Pour , {\displaystyle L(n,k)=(-1)^{n}{\binom {n-1}{k-1}}{\frac {n!}{k!}}=(-1)^{n}{\binom {n}{k}}{\frac {(n-1)!}{(k-1)!}}=(-1)^{n}{\binom {n}{k}}{\binom {n-1}{k-1}}(n-k)!=(-1)^{n}{\frac {n!(n-1)!}{k!(k-1)!(n-k)!}}}.
Donc L(n, k) a pour signe (-1)n, d’où l’expression de {\displaystyle \left\lfloor {\begin{smallmatrix}n\\k\end{smallmatrix}}\right\rfloor } ( suite A105278 de l'OEIS) :
| kn | 0 | 1       | 2        | 3        | 4        | 5       | 6      | 7     | 8    | 9  | 10 |
| -- | - | ------- | -------- | -------- | -------- | ------- | ------ | ----- | ---- | -- | -- |
| 0  | 1 |         |          |          |          |         |        |       |      |    |    |
| 1  | 0 | 1       |          |          |          |         |        |       |      |    |    |
| 2  | 0 | 2       | 1        |          |          |         |        |       |      |    |    |
| 3  | 0 | 6       | 6        | 1        |          |         |        |       |      |    |    |
| 4  | 0 | 24      | 36       | 12       | 1        |         |        |       |      |    |    |
| 5  | 0 | 120     | 240      | 120      | 20       | 1       |        |       |      |    |    |
| 6  | 0 | 720     | 1800     | 1200     | 300      | 30      | 1      |       |      |    |    |
| 7  | 0 | 5040    | 15120    | 12600    | 4200     | 630     | 42     | 1     |      |    |    |
| 8  | 0 | 40320   | 141120   | 141120   | 58800    | 11760   | 1176   | 56    | 1    |    |    |
| 9  | 0 | 362880  | 1451520  | 1693440  | 846720   | 211680  | 28224  | 2016  | 72   | 1  |    |
| 10 | 0 | 3628800 | 16329600 | 21772800 | 12700800 | 3810240 | 635040 | 60480 | 3240 | 90 | 1  |

### Involution
{\displaystyle \sum _{i}L(n,i)L(i,k)=\delta _{n,k}}
avec δn,k le symbole de Kronecker.
La matrice des L(n, k) est donc involutive.

### Autres propriétés
Les nombres de Lah non signés peuvent s’exprimer en fonction des nombres de Stirling {\displaystyle \left[{\begin{smallmatrix}n\\k\end{smallmatrix}}\right]} (de première espèce non signés) et {\displaystyle \left\{{\begin{smallmatrix}n\\k\end{smallmatrix}}\right\}} (de seconde espèce) :
{\displaystyle \left\lfloor {\begin{matrix}n\\k\end{matrix}}\right\rfloor =\sum _{i}{\begin{bmatrix}n\\i\end{bmatrix}}{\begin{Bmatrix}i\\k\end{Bmatrix}}}.
Ils peuvent également s’exprimer en fonction des polynômes de Bell :
{\displaystyle \left\lfloor {\begin{matrix}n\\k\end{matrix}}\right\rfloor =B_{n,k}\left(1!,2!,\dots ,(n-k+1)!\right)}.

### Dérivée de exp(1/x)
Les nombres de Lah permettent d'exprimer la dérivée n-ème de {\displaystyle e^{\frac {1}{x}}} :
{\displaystyle {\frac {d^{n}}{dx^{n}}}e^{\frac {1}{x}}=e^{\frac {1}{x}}\sum _{k=1}^{n}{\frac {L(n,k)}{x^{n+k}}}}

## Application pratique récente
Ces dernières années, les nombres de Lah ont été utilisés en stéganographie pour cacher des données dans des images. Par rapport aux alternatives telles que la DCT, la DFT et la DWT, elle présente une complexité moindre — {\displaystyle O(n\log n)} — de calcul de leurs coefficients entiers,.
Les transformées de Lah et de Laguerre apparaissent naturellement dans la description perturbative de la dispersion chromatique,.
En optique de Lah-Laguerre, une telle approche accélère considérablement les problèmes d'optimisation.